# Ust-Kuiga
Ust-Kuiga (russisch Усть-Куйга́; jakutisch Уус Куйга) ist eine Siedlung städtischen Typs in der Republik Sacha (Jakutien) in Russland mit 979 Einwohnern (Stand 14. Oktober 2010).

## Geographie
Der Ort liegt etwa 925 km Luftlinie nördlich der Republikhauptstadt Jakutsk unweit des südwestlichen Endes des Kjundjuljun-Gebirges am rechten Ufer der Jana, wenig unterhalb der Einmündung des rechten Nebenflusses Kuiga. 
Ust-Kuiga gehört zum Ulus Ust-Janski und befindet sich etwa 190 km westnordwestlich von dessen Verwaltungszentrum Deputatski. Die Siedlung ist Sitz und einzige Ortschaft der Stadtgemeinde (gorodskoje posselenije) Possjolok Ust-Kuiga.

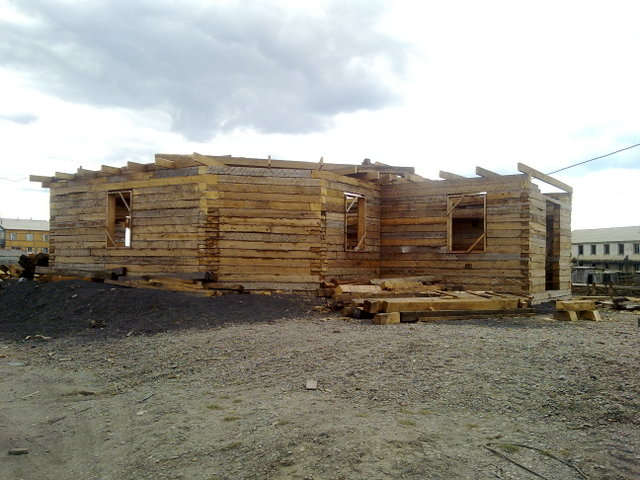
Kirche in Bau (2011)
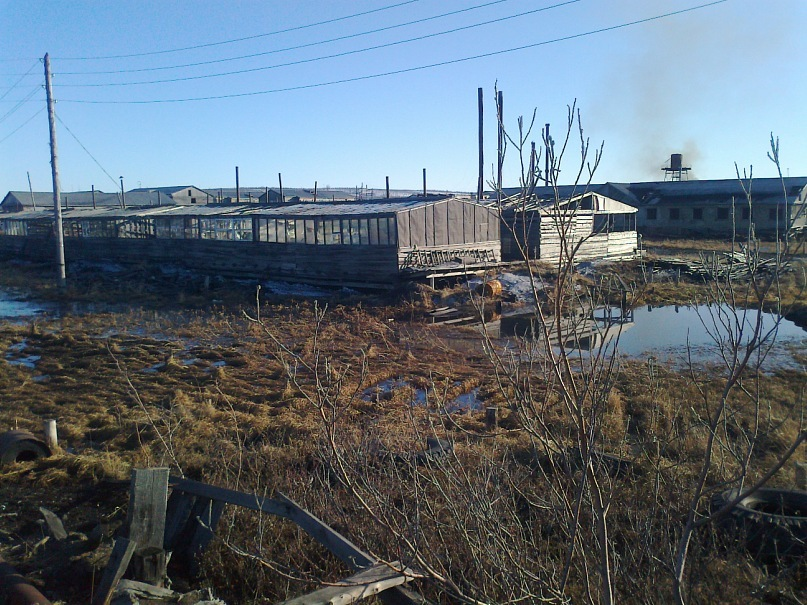
Verlassene Osjornaja-Straße

## Geschichte
Die Siedlung wurde 1951 bei einer Anlegestelle an der Jana gegründet, als Umschlagbasis für die Erschließung von Rohstoffvorkommen in den (heutigen) Ulussen (Rajons) Ust-Janski, Werchojanski und Eweno-Bytantaiski. Seit 1967 besitzt Ust-Kuiga den Status einer Siedlung städtischen Typs.
Mit dem Rückgang oder der Einstellung des Bergbaus in dem Gebiet, wie in Deputatski oder dem knapp 100 km nordwestlich gelegenen Kular, sank die Bedeutung der Siedlung ab Anfang der 1990er-Jahre erheblich, sodass mittlerweile über vier Fünftel der früheren Einwohner den Ort verließen.

### Bevölkerungsentwicklung
| Jahr | Einwohner |
| ---- | --------- |
| 1970 | 1825      |
| 1979 | 2700      |
| 1989 | 5342      |
| 2002 | 1568      |
| 2010 | 979       |

Anmerkung: Volkszählungsdaten

## Verkehr
Ust-Kuiga ist Ausgangspunkt einer knapp 250 km langen befestigten Straße in das Ulus- und Bergbauzentrum Deputatski. Ust-Kuiga selbst ist in der eisfreien Periode per Schiff auf der Jana erreichbar, ansonsten über eine Winterpiste über Batagai und das Werchojansker Gebirge mit Topolinoje verbunden, Endpunkt einer Nebenstraße von der R504 Kolyma (M56).
Einige Kilometer östlich der Siedlung befindet sich ein kleiner Flughafen (ICAO-Code UEBT).